# Усть-Каракол
Усть-Каракол — многослойная палеолитная стоянка на Алтае. Была открыта и исследована под руководством академика А. П. Деревянко в 1993 году.

## Описание
Стоянка расположена у слияния рек Ануй и Каракол, в 2 км от Денисовой пещеры, на стыке горных долин, где степные ландшафты сочетаются с участками лиственного и смешанного леса. В отложениях стоянки выделено 20 горизонтов, материалы которых демонстрируют последовательное развитие культурных традиций от ранней стадии среднего палеолита до заключительного этапа верхнего. Предполагается, что стоянка служила для первобытного человека сезонным охотничьим лагерем, откуда велось наблюдение за передвижением животных по главной и боковой долинам.
Основными объектами охоты были: лошадь, бизон, як, гигантский олень, дзерен, архар, косуля, марал, сибирский козел. Для производства орудий использовались главным образом гальки и валуны алевролита и мелкозернистого песчаника из русла реки. В наиболее древних горизонтах стоянки, датированных временем 133—50 тыс. лет назад, обнаружен среднепалеолитный охотничий инвентарь, среди которого выделяются треугольные остроконечники с ровными симметричными краями, изготовленные с помощью специальных приемов расщепления камня (техники леваллуа), а также острия листовидной формы с тщательной обработкой поверхности с двух сторон.
Верхнепалеолитный комплекс стоянки представляют индустрии из горизонтов, имеющих возраст 50—12 тыс. лет назад. В этих индустриях появились новые технологии, позволявшие получать заготовки для орудий стандартной формы, в том числе тонкие узкие пластины и микропластины. Среди орудий наиболее выразительны скребки (плоские, оформленные на конце пластины, и высокие, обработанные микропластинчатыми сколами), многофасеточные резцы, призматические пластины с заостренными продольными краями, микропластины, служившие сменными лезвиями в составных орудиях.